# Johan Ryno
Johan Ryno (* 5. Juni 1986 in Örebro) ist ein ehemaliger schwedischer Eishockeyspieler, der im Verlauf seiner aktiven Karriere zwischen 2003 und 2020 unter anderem über 400 Partien in der Elitserien bzw. Svenska Hockeyligan und über 300 Partien in der HockeyAllsvenskan auf der Position des rechten Flügelstürmers absolviert hat.

## Karriere

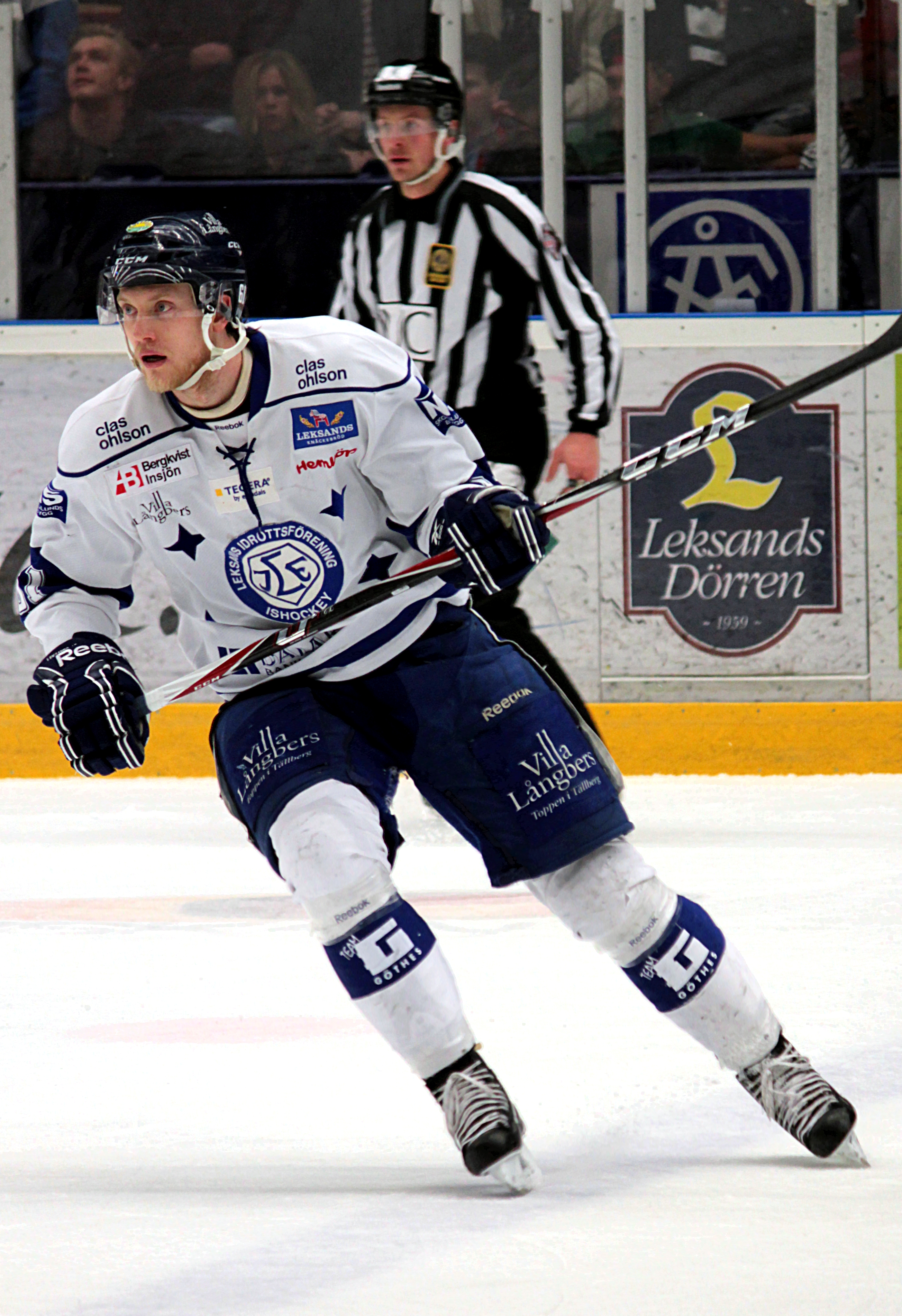
Ryno im Trikot des Leksands IF (2012)

Johan Ryno begann seine Karriere im Jahr 2003 in der Seniorenmannschaft von IFK Hallsberg in der drittklassigen Division 1. Gleich in seiner ersten Saison war er bester Scorer seiner Mannschaft mit neun Toren und 18 Assists. Im Sommer 2004 wechselte er innerhalb der Liga zu IFK Kumla, wo er sich weiterhin gut entwickelte und seine Punkteausbeute auf 38 Scorerpunkte steigerte. Durch seine guten Leistungen konnte er sich für größere Aufgaben empfehlen und wurde von den Detroit Red Wings aus der National Hockey League (NHL) im NHL Entry Draft 2005 in der fünften Runde an der 137. Position ausgewählt. Zudem erhielt er einen Vertrag bei den IK Oskarshamn in der zweitklassigen HockeyAllsvenskan. Auch dort etablierte er sich schnell als zweitbester Torjäger und drittbester Scorer im Team, das die Saison im Mittelfeld der zweiten schwedischen Liga abschloss.
Im Sommer 2006 gelang ihm der Sprung in die höchste schwedische Spielklasse, der Elitserien, wo er beim Frölunda HC einen Vertrag erhielt. Jedoch hatte er dort einen schwierigen Start, als er in den ersten 14 Saisonspielen ohne Punkt blieb und zurück in die HockeyAllsvenskan zu AIK Solna transferiert wurde, wo er weitestgehend an die Leistungen der Vorsaison anknüpfen konnte. Er kehrte zur zweiten Saisonhälfte in die Elitserien zurück und spielte dort für Timrå IK. Ryno gelang es schließlich mit elf Punkten in 25 Spielen seine Debütsaison in der ersten Liga solide zu beenden.
Vor Beginn der Saison 2007/08 ging der Schwede nach Nordamerika, wo er am Trainingscamp der Detroit Red Wings teilnahm und für deren Farmteam, die Grand Rapids Griffins, in der American Hockey League (AHL) spielte. Doch trotz eines hoffnungsvollen Saisonbeginns mit drei Toren und vier Vorlagen in zwölf Spielen kehrte er schon im November 2007 wieder nach Schweden zurück, wo er bei Djurgårdens IF jedoch kaum auffiel. Im Sommer 2008 kehrte er in die HockeyAllsvenskan zurück und spielt die Saison 2008/09 beim AIK. Nur kurz nach Saisonbeginn musste er aber einen Rückschlag verkraften, als er sich das Bein brach. Nach seiner Rückkehr spielte er die Saison solide, aber eher unauffällig zu Ende. In der Aufstiegsrunde zur Elitserien konnte er aber noch einmal glänzen. Zwar verpasste der AIK den Aufstieg, aber Ryno war mit neun Punkten aus neun Spielen bester Scorer seines Teams. Im Herbst 2009 startete Ryno einen neuen Anlauf, sich bei den Detroit Red Wings zu empfehlen, die ihn nach dem Trainingslager wieder zum Farmteam in die AHL schicken wollten. Dies lehnte er jedoch ab und kehrte daraufhin wieder zum AIK nach Schweden zurück, wo er bis 2010 blieb. Zwar erreichte er mit seiner Mannschaft im zweiten Jahr den Aufstieg in die Elitserien, jedoch blieb er anschließend in der HockeyAllsvenskan und spielte in der Saison 2010/11 für seinen Ex-Verein IK Oskarshamn.
Zwischen 2011 und 2015 stand der Schwede für Leksands IF auf dem Eis und stieg mit der Mannschaft im Anschluss an die Saison 2012/13 von der zweitklassigen HockeyAllsvenskan in die Svenska Hockeyligan auf. In der Spielzeit 2014/15 fungierte er als Kapitän des Teams, bevor Ryno im April 2015 innerhalb der Liga zum Färjestad BK wechselte. Beim FBK war er 2017 Assistenzkapitän, ehe er den Klub im Februar 2020 verließ und zum HC Lugano wechselte. Im September 2020 beendete der 34-Jährige seine Karriere verletzungsbedingt.

## Erfolge und Auszeichnungen
- 2010 Aufstieg in die Elitserien mit dem AIK Solna
- 2013 Meister der Allsvenskan und Aufstieg in die Svenska Hockeyligan mit dem Leksands IF

## Karrierestatistik

### International
Vertrat Schweden bei:
- U20-Junioren-Weltmeisterschaft 2006

(Legende zur Spielerstatistik: Sp oder GP = absolvierte Spiele; T oder G = erzielte Tore; V oder A = erzielte Assists; Pkt oder Pts = erzielte Scorerpunkte; SM oder PIM = erhaltene Strafminuten; +/− = Plus/Minus-Bilanz; PP = erzielte Überzahltore; SH = erzielte Unterzahltore; GW = erzielte Siegtore; 1 Play-downs/Relegation; Kursiv: Statistik nicht vollständig)